# Vladimir Vodopivec
Vladimir Vodopivec, slovenski častnik in pesnik, * 27. januar 1898, Gorica, Avstro-Ogrska, † februar 1994, Beograd (?).

## Življenje in delo
Rodil se je v družini uradnika Maksimilijana in gospodinje Marije Vodopivec rojene Šval. V rojstnem kraju je obiskoval ljudsko šolo, gimnazijo in slovensko moško učiteljišče. Maturiral je leta 1916 v Ljubljani, ko je že nosil avstrijsko uniformo. Po končani šoli za rezervne častnike se je boril na soški fronti in Romuniji, kjer je bil težko ranjen. Leta 1918 se je pridružil borcem za severno mejo generala Rudolfa Maistra. Po ustanovitvi nove države je postal s činom podporočnika aktiven častnik jugoslovanske vojske. Služboval je v mnogih garnizijah. Med 2. svetovno vojno je bil partizan v Beli krajini in dosegel čin polkovnika.
Ob osvoboditvi Trsta je bil imenovan za prvega vojaškega poveljnika osvobojenega mesta. Tudi v jugoslovanski ljudski armadi je služboval v mnogih garnizijah, ter se šele po 42 letih vojaške službe upokojil. Odlikovan je bil s 7 visokimi odlikovanji v Kraljevini Jugoslaviji in prav toliko odlikovanji v Socialistični federativni republiki Jugoslaviji. Po upokojitvi je živel v Beogradu. Tu se je vključil v Strelsko zvezo Jugoslavije in napisal zanjo več strokovnih knjig.
S pesništvom je začel že kot osnovnošolec, ko je zložil pesem Katarini. Pesem je vzbudila zanimanje tudi pri Simonu Gregorčiču, ki je v tistem času stanoval na istem trgu v Gorici. Dal mu je groš, da si kupi zvezek za pesmi. Vodopivec pa se je kot šolar raje kot s pisanjem ukvarjal z modeliranjem gline in mavca. Nekaj ljubezenskih pesmi posvečenih Fani Hlade je nastalo kasneje, še več pa v partizanih (Spomini, Ličkanje na vasi, Grob neznanega junaka). Po osvoboditvi je za več let prenehal s pisanjem pesmi. Oglasil se je šele po smrti žene Fani leta 1980. Napisal je okoli 80 pesmi po Gregorčičevem vzoru. Ker so vse pesmi datirane so pravi dnevnik njegovega življenja v visoki starosti. S poezijo se je boril proti osamljenosti in pešanju spomina. V domu so zanj skrbele slovenske sestre usmiljenke, obiskoval pa ga je tudi beograjski nadškof Franc Perko. Pesnil je tudi za Slovence v prelomnem letu 1991 in se odločno postavil na slovensko stran. Založba Mondena je leta 1993 založila njegovo pesniško zbirko Moj grmiček. Zbirka je dobila naslov po starem kaktusu, ki se razcveti v decembru in ga je spremljal vse življenje. V knjigi je k pesmim dodal tudi prozo: svoj življenjepis in spomine na Simona Gregorčiča.